# SPY×FAMILY
『SPY×FAMILY』（スパイファミリー）は、遠藤達哉による日本の漫画。『少年ジャンプ+』（集英社、以下『J+』）において、2019年3月25日から隔週月曜更新で連載中。
遠藤にとって3作目の連載作品。赤の他人だったスパイの男、殺し屋の女、超能力者の少女が「仮初の家族」を築き、「家族としての普通の日常」を送るために日々のトラブルと奮闘するホームコメディ。
本作の連載開始と同日発売の『週刊少年ジャンプ』（集英社）2019年17号には、本作の予告漫画が掲載された。1巻発売直後の32号、2巻発売後の47号にも読切の出張掲載が行われた。
閲覧数・コメント数・発行部数における最高記録を次々と更新するなど、『少年ジャンプ+』史上初の大ヒット作となった。
2022年からテレビアニメが放送され、2023年には劇場アニメが公開された。2023年にはミュージカル化された。
2023年に第52回日本漫画家協会賞コミック部門大賞を受賞した。

## テーマ・作風
基本は後述のフォージャー家の人間3人のうちいずれかの視点で話が進む。
遠藤が「正体を隠している」シチュエーションが好きであったため、本作はスパイが主人公となっている。さらにその妻役には殺し屋が設定され、殺し屋夫婦を描いた映画『Mr.&Mrs. スミス』（2005年）のようなハリウッド映画的企画性が作品に付与されている。加えて子ども役のアーニャが心が読めるエスパーとして、作品を崩さない絶妙なバランスで、作品を引き立てるアクセントとなっているとされる。「鬱々とした」遠藤の連載デビュー作『TISTA』とは異なり、本作は「愉快」かつ「心温まる」ストーリーで、赤の他人同士が互いに秘密を持ちつつ「本物の家族」になっていく過程が描かれる。その一方で遠藤は先の展開はあまり想定せずに制作を行なっているとインタビューで語っている。
映画的な雰囲気でありながら、近年の少年漫画でよく見られる主人公が常に心の声で語る小説的手法が用いられる。特に、主人公の周囲にいる人物に心情を切り替えていく技法に優れると評される。
本作の主人公たちは旧来の家族像にとらわれず、伝統校の教師達は古い家族観の持ち主として対比される。本作では家族で入試に挑む姿が、現代の日本で求められる「癒し」「応援」「仲間」と重なり、それがヒットにつながったとする見方もある。
「本誌には連載されないかもしれないが「ジャンプ」を冠する媒体／作品としてどこか納得感のある」内容であり、その点で『とんかつDJアゲ太郎』・『忘却バッテリー』などと並び、『少年ジャンプ+』らしさを体現した作品の一つとも評されている。

## 制作背景
『月華美刃』（2010年 - 2012年）の連載終了後に、遠藤が描いた3作の読切の要素を組み合わせて制作された漫画である。それまでの数年間、遠藤は連載企画を立てていなかったが、読切『I SPY』の好評を受けて、スパイをテーマにした作品の連載に取り掛かった。アイデア自体は打ち合わせ前日に作った粗いプロットをそのまま形にしたようなイメージだという。遠藤は描線の多い緻密な絵も描けるが本作では読みづらさや分かりにくさを徹底的に減らそうと工夫して執筆しており、“分かりやすさ”を重視したシンプルな絵柄を心がけていると担当編集の林士平は語っている。2010年代末の日本では、2019年本屋大賞『そして、バトンは渡された』（瀬尾まいこ）や第71回カンヌ国際映画祭パルム・ドール『万引き家族』（2018年6月公開）など、血のつながらない家族を描くヒット作が増えていた。家族のつながりが希薄化し、「仲が良い家族への憧れ」を持つ人の増加が背景にあるとされる。また『J+』は創刊以来オリジナル作品を重視しており、作家の発掘に力を入れてきた。特に2016年春には『終末のハーレム』・『ファイアパンチ』・『彼方のアストラ』などの連載が始まり、これ以降はオリジナル作品がヒットする流れが生まれた。一方で筒井大志・藤本タツキら『J+』の実績者が『週刊少年ジャンプ』に移籍するようになったことで、いずれ有力連載がなくなるという見方もあった。このような中で本作の連載は開始された。
本作の連載開始とほぼ同時期（2019年4月）、『J+』のリニューアルが行われた。これ以降オリジナル連載作品がアプリで1回限り全話無料で閲覧可能となり、新規読者を呼び込みやすくなった。また、閲覧数公開により多様な作品間の自由競争が促されて活況を生み出し、閲覧数上位作品のヒット感と話題性をもたらすことに成功した。これによって、評判を聞いて本作を読み始めた人々がアプリに定着する相乗効果が生み出された。

## 反響・評価
『J+』史上初めて1話でコメント数が2000を超え、5話公開までに総閲覧数が300万を突破した。1・2話は配信時にTwitterでトレンド入りした。「今年度（2019年度）人気No.1WEBコミック」、「少年ジャンプ+人気No.1作品」、「（『J+』の）看板作品」として紹介されたこともある。
集英社の海外向けプラットフォーム「MANGA Plus」でも『SPY×FAMILY』が翻訳・公開されており、連載当初から各国で人気を博した。通常日本の漫画作品が国外でヒットするのはアニメ化によるところが大きいが、本作は単行本化前に評価される異例の事態となった。
更新される隔週月曜0時付近は閲覧者が多いため、負荷を考慮して『J+』のサーバーが増強されている。読者層としては比較的女性が多く、連載が始まって以降、『J+』全体の女性読者数の割合を5%近く増やしたという。
朝日新聞は、「一見話が破綻しそうな設定だが、ハードなアクションとギャグとサスペンスが絶妙にからみ合い、読者に疑問を抱く暇を与えずに、テンポよくドラマが展開する」「心にぐっと響くものもあるファミリードラマ」であると評している。産経新聞は、「誰にでも人に言えない秘密はあるという命題を持ちつつ、「疑似家族」が「本物の家族」になる過程が描かれ、たとえつかの間であっても、読む人の心を温めてくれる作品」であると評した。
『J+』編集長の細野修平は、総合力の高さと話を展開しやすい初期設定であることを評価し、「暗くなってもおかしくない背景を持った疑似家族」であるにもかかわらず、コメディで楽しませることで「明るいものが見たい」という時代の空気に応えていると分析している。また、本作によって『J+』読者の規模が大きくなり、信頼感も増したことが、『怪獣8号』のヒットの早さに繋がったと語っている。
2022年に放送されたテレビアニメの影響もあり、本漫画の認知度が急上昇し、同年を代表する社会現象であるとして、複数の流行系のランキングにノミネート・受賞を果たした（後述）。また、日本赤十字社（献血）やイオンモール、デジタル庁（マイナンバーカード）などといった、企業や省庁などとのコラボレーションも行われた。
2023年、第52回日本漫画家協会賞コミック部門大賞を受賞。受賞理由で「平和、平穏の守り方、作り方が楽しい一家のお話と共に子供さん達に、人々に、世界中に伝わってゆくようです。尊い燈火のような御作」と評された。
2024年3月、文部科学省は2025年度から教育機関で使用される予定の教科書の検定結果を公表。この中で中学用英語の教科書にて本作品が採用されることが明らかになった。

### 売上
1巻は発売から即重版がかかり、22日目で発行部数30万部を突破した。また、2019年7月〜9月発売の漫画作品第1巻としては同期間で最も売れた作品となった。2020年12月28日には、コミックス第6巻が『J+』作品史上初めて初版100万部を記録し、翌2021年6月4日には、コミックス第7巻の発売をもって電子版を含む累計発行部数が同じく『J+』作品史上初めて1000万部を突破した。2024年12月時点で、シリーズ累計発行部数は3800万部を突破している。
細野は本作について、ジャンプ史上『暗殺教室』に次ぐ勢いで売れており、以前からの目標である『J+』発の「単巻100万部の作品」に近い作品として期待していると述べていた。

### 主な受賞歴
| 受賞年 | 賞                                      | 部門                                     | 結果 | 備考・出典                                |
| ------ | --------------------------------------- | ---------------------------------------- | ---- | ----------------------------------------- |
| 2019年 | 次にくるマンガ大賞2019                  | Webマンガ部門                            | 1位  | [ 36 ]                                    |
| 2019年 | コミックス第1巻ランキング               | 2019年7月〜9月                           | 1位  | 期間中に第1巻が発売された作品の売上を集計 |
| 2019年 | Apple Books Store「Best of Books 2019」 | ベスト少年マンガ                         | 受賞 | [ 37 ]                                    |
| 2019年 | このマンガがすごい!2020                 | オトコ編                                 | 1位  | [ 38 ]                                    |
| 2020年 | 全国書店員が選んだおすすめコミック2020  |                                          | 1位  | [ 39 ]                                    |
| 2020年 | 第4回みんなが選ぶTSUTAYAコミック大賞    | 大賞                                     | 受賞 | [ 40 ]                                    |
| 2022年 | 2022年上半期インスタ流行語大賞          |                                          | 1位  | 「アーニャピーナッツが好き」が選ばれた。  |
| 2022年 | JC・JK流行語大賞2022上半期              | モノ部門                                 | 1位  | [ 42 ]                                    |
| 2022年 | Z世代トレンドランキング2022             | コト・モノ部門                           | 1位  | [ 注 1 ] [ 43 ]                           |
| 2022年 | Z世代トレンドランキング2022             | 流行語部門                               | 1位  | 「アーニャピーナッツが好き」が選ばれた。  |
| 2022年 | SNS流行語大賞 2022                      | 漫画・アニメ部門                         | 1位  | [ 注 2 ] [ 44 ]                           |
| 2022年 | BOOK☆WALKER 電子書籍ランキング2022      | 2022年台湾BOOK☆WALKER 電子書籍ランキング | 1位  | [ 45 ]                                    |
| 2022年 | auブックパス 年間ランキング 2022        | 男性コミック                             | 1位  | [ 46 ]                                    |
| 2022年 | honto 2022年間ランキング!               | honto電子書籍ストア 年間総合トップ10     | 1位  | 単行本9巻がランクインした。               |
| 2022年 | TikTok流行語大賞2022                    | コトバ部門                               | 1位  | 「アーニャピーナッツが好き」が選ばれた。  |
| 2022年 | TSUTAYA年間ランキング2022               | コミックレンタル 総合ランキング          | 1位  | [ 49 ]                                    |
| 2022年 | 漫画全巻ドットコム 年間ランキング2022   |                                          | 1位  | [ 50 ] [ 51 ]                             |
| 2022年 | ネット流行語100 2022                    | pixiv賞                                  | 受賞 | [ 注 3 ] [ 53 ]                           |
| 2022年 | SNS流行語ランキング年間大賞 2022        | 【アニメ・マンガ】部門                   | 1位  | [ 54 ]                                    |
| 2023年 | 第52回日本漫画家協会賞                  | コミック部門大賞                         | 受賞 | [ 3 ]                                     |

## あらすじ
世界各国が水面下にて、熾烈な情報戦を繰り広げていた時代。東西の間に鉄のカーテンが下りて十余年、隣り合う東国（）と西国（）の間には仮初の平和が成り立っていた。
西国から東国に送られた西国一の凄腕スパイ・黄昏（）は、東西平和を脅かす東国の政治家ドノバン・デズモンドと接触するため、偽装家族を作ってデズモンドの息子が通う名門イーデン校に養子を入学させる任務オペレーション〈梟〉（）を命じられる。黄昏は精神科医ロイド・フォージャーを名乗り、養子を探して孤児院で少女アーニャと出会う。ロイドは知らないがアーニャは心を読むことができる超能力者（エスパー）で、彼の心を読んで賢いふりをしたため、難関イーデン校に合格できると考えたロイドは彼女を養子にする。実はそれほど賢くないアーニャにロイドは四苦八苦させられるが、なんとか筆記試験に合格。しかし次の面接試験に「両親」揃って来るよう指示されたため、ロイドは急いで妻役の女性を探すことになる。
その矢先、2人はヨル・ブライアという女性と出会う。彼女は公務員をする傍らいばら姫のコードネームで密かに殺し屋をしていたが、東国では妙齢の女性が独身でいるのは不自然とされ通報されるリスクがあるため、形式上の恋人を探していた。心を読む能力によってヨルが殺し屋であることを知ったアーニャは、好奇心からヨルが母親になってくれるよう仕向ける。恋人役を探していたヨルと、妻役を捜していたロイド、そして「わくわく」を求めるアーニャの利害が一致し、3人は互いの利益のために素性を隠しながら、即席家族としての生活をスタートさせる。

## 用語

### 地理
東人民共和国（東国、オスタニア OSTANIA）
本作の舞台となる架空の国。首都：バーリント。
通貨単位はダルク、通貨の補助単位はペント（後述）。政治的には複数政党制がとられ、「国家統一党」「国民党」などの政党が存在する。
かつて戦争で深刻な被害を受けており、未だに復興途上にある。
バーリント
東国の首都。本作の主な舞台。路面電車が走り、空港や水族館がある。
ミュンク地方
政府の支配がおよんでいない一帯にレンタル可能なニューストン城がある。
シェルベリー
東国北西部。西国の機密情報が持ち出された際、国家保安局とWISEの攻防戦が起きた。
西国（）（WESTALIS）
東国の西側にある架空の国。黄昏（ロイド）の祖国。
東国と同じくかつて戦争で深刻な被害を受けており、黄昏も戦災孤児である。東国とは互いに諜報員を放ち合っている。
ルーウェン
西国東部に位置し、黄昏が幼少時代住んでいた場所。最初にこの場所に東国軍の爆撃が加えられ、東西戦争が勃発した。

### 東国関連
イーデン校（イーデン・カレッジ）
東国バーリントにあるエリート校。
全校生徒約2500人。6〜19歳までの13学年制で、学年毎に8クラスに分けられる。アーニャの同級生に当たる1年生は228名。学費は年間500から600万円程度で、寮費は別に必要（アーニャなどは自宅から通学しており全寮制ではない）。
敷地の大きさは「ちょっとした町レベル」で、小高い丘、川、湖、牧場、小さい古城などの施設が点在する。
学業・スポーツで優秀な成績を収めたり、社会奉仕活動で表彰されたりするなどで星（）と呼ばれる褒賞を貰える。星を8つ獲得すれば、皇帝の学徒（）と呼ばれる特待生となり、親と共に懇親会に出席できる。
反対に定期考査で赤点を取ったり、暴力行為などの不品行をしたりすることで雷（）と呼ばれる罰点を受ける。雷が8つ溜まると即時退学となる。
親がイーデン校卒業生であるかどうかや、寮生と通学生の間で対立・不仲があり、イジメを生んでいると噂されている。
入学試験は筆記と面接だが、後者は両親が絶対参加であり、仮に筆記試験をパスしても片親家庭の場合は入試を辞退しなければならず、ロイドたちがヨルと巡り会えた原因である。
国家統一党
デズモンド率いる東国の政党。対西国強硬派であり東西平和を脅かす存在。WISEの監視対象であり、デズモンドの動向を探るべく黄昏が東国に送り込まれた。かつては一強の与党であったが、現在では融和路線派の国民党の後塵を拝している。
国家保安局（STATE SECURITY SERVICE、SSS）
東国の防諜機関。いわゆる秘密警察。国内の治安維持を担い、スパイ狩りや市民の監視を任務とする組織。
ユーリが所属しており、黄昏の行方を追っている。スパイの情報提供者（スティンカー）とみなした者には拷問を加えることも辞さない。
スパイウォーズ（SPYWARS）
アーニャが好きなスパイアニメ。書籍もある。主人公はボンドマンで、フォージャー家の飼い犬ボンドの名前の由来になった。
プロジェクト〈アップル〉
IQの高い動物を人為的に生み出す研究。
東国政府が軍事目的で行っていたが、研究途上で当時の政権が崩壊し、中途半端な成果に終わったとされる。
研究機関が解散した後、実験動物たちは裏社会に流され、テロなどに悪用されていた。一部の犬はWISEが引き取って調査したほか、被検体8号（ボンド）はフォージャー家が飼うこととなった。
ガーデン
「いばら姫」ことヨルが所属する暗殺組織。依頼を受け、対象人物の殺害や、襲撃者の排除という形での護衛などを請け負う。ヨル以外にも複数の殺し屋を雇っており、フランキーいわく兵士1人で1個中隊を殲滅できる力を持つ。
依頼の際は花屋にまつわる隠語を用いて殺し屋へと連絡するのが特徴で、ボスを「店長」、標的を「お客様」、暗殺行為そのものを「接客」と呼ぶ独特の文化がある。
裏社会では名の知れた組織であるとされるが、情報屋のフランキーですらその実態を把握できておらず、黄昏も「半分都市伝説みたいなもの」と述べている。作中でも、上部組織や依頼主などの情報は描かれていない。ヨルはガーデンの依頼を「国のため」「罪のない人々のため」「生きる価値のない人でなしを始末するため」と信じ請け負っている。

### 西国関連
西国情報局対東課〈WISE〉（）
黄昏の所属する諜報機関。シンボルマークは眼を模しており「東国を見張っている」という意味がこめられている。
オペレーション〈梟〉（オペレーション〈ストリクス〉）
黄昏に与えられた作戦。「デズモンドに接触するために、偽装家族を作って彼の次男ダミアンが通うイーデン校に養子を通わせる」ことが任務。「入試の達成」がフェイズ1、「懇親会への出席」がフェイズ2となっている。黄昏はアーニャの成績不良からフェイズ2であるプランA達成は困難とみなしており、独自にアーニャとダミアンを仲良くさせてデズモンド家に接触するプランBを同時進行する。

### その他
戦争
かつて東国・西国を巻き込んだ大規模な戦争。
これより過去にも、若きマーサが従軍した戦争が一度起きていた。
これにより西国に住んでいた黄昏は住む町を破壊され戦災孤児となる。東国でも大きな戦禍を残しており、未だ復興期にある。また、この戦争にかかわった多くの軍人らが精神を病んでいる。
現在ではかりそめの平和が保たれているものの、戦争を知らない世代が増えており、東側では対西国強硬派が台頭している描写がある。
きめらちょうかん
アーニャのぬいぐるみ。ライオンのような顔で2本の角とこうもりのような羽を生やした姿をしている。「ひみつそしき〈ぴーつー〉」のボスという設定。
ぺんぎんマン
黄昏が水族館で手に入れたペンギンのぬいぐるみ。アーニャよりもかなり大きい。「ひみつそしき〈ぴーつー〉」の新人という設定。
ボンドの嫉妬を買ったために破かれてしまうが、黄昏によって修復される。
ダルク
作中で使用される通貨。通貨記号はD。1ダルクは約320円である。補助通貨としてペント(P)も存在し、1ダルク＝100ペントである。

## 登場人物
声の項はアニメ化作品の担当声優。

### フォージャー家
“黄昏（）”／ロイド・フォージャー（Loid Forger）
声 - 江口拓也
本作の主人公で、物語の核となる仮初めの『家族』を構成する、父親役を演じる男性。東国で諜報を行う、西国組織WISE（）の敏腕スパイ。〈黄昏〉はコードネームであり、本名はスパイになった時に捨てた。カバー裏のプロフィールでは出身地・年齢などの個人情報は全て黒塗りにされており、後に彼の過去が描かれたシーンでも名前が塗り潰されている。幼少時代、遊び仲間からつけられたあだ名は〈参謀〉。元戦災孤児で、年齢を偽って軍役していたところをWISEにスカウトされ、「（幼いころの自分のような）子どもが泣かない世界」を作るためにスパイになった。
変装が得意で「百の顔を使い分ける」といわれている。オペレーション〈梟〉ではバーリント総合病院勤務の精神科医「ロイド・フォージャー」の偽装身分を用いる。
並外れた戦闘力・記憶力・情報処理能力を持ち、任務ごとに様々な顔・名前を使い分ける。普段はスパイとしての任務をまっとうするためにも冷徹であろうとしているが、本来は人間味溢れる性格で、作戦に巻き込んでしまったヨルとアーニャの日常生活にも気を配るなどふたりにも情が移っており、自分と対峙・戦闘の後に気を失ったユーリを殺す機会があったにも関わらず、ユーリが姉ヨルの名を呟いたために見逃すなど、時に甘さも見せる。一方で、スパイとして極端に合理主義的な考えをした結果、一般的な理念からズレることがある。
任務のため正体を隠してアーニャやヨルと偽装家族になり、予想外の行動をとる彼女らに振り回されつつ任務をこなす。なお、ヨルには「死別した前妻（架空）のためにも、アーニャを名門イーデン校に入学させ良い人生を送らせようと」妻役を探していたと説明している。
“被検体007”／アーニャ・フォージャー（Anya Forger）
声 - 種﨑敦美
物語の核となる仮初めの『家族』を構成する、子供役を演じる少女。本人はひた隠しにしているが、他人の心が読める超能力者。ロイドの推定では4,5歳だが、イーデン校の入学条件を満たすため、6歳と自称する。イーデン校では1年3組セシル寮に所属する。
ある組織の実験で「被検体007」として生み出されたが、「お勉強」ばかりの生活に嫌気が差して逃亡。以後は自ら「アーニャ」と名乗り、能力を隠しながら施設や里親を転々とした。任務で養子を探しに孤児院を訪れた黄昏の素性に興味を抱き、彼の養女になる。ヨルを含め対外的にはロイドの実子（死去した前妻との子）という設定。
テレパシー能力を持ち、他人の思考の映像や心の声を見聞きできる。動物に対しても有効で、ボンドの未来予知ビジョンを視ることができる。ただし、能力のオンオフは本人にもできず、絶え間なく他人の思考が流れ込むため、人ごみが苦手。また、新月の日には能力が使えなくなる。
周囲の子供より実年齢が低いため、勉強が苦手。言葉遣いもたどたどしく、例えば、大丈夫です・頑張りますを「だいじょうぶます・がんばるます」、ありがとうございますを「あざざます」などと言う。独特の言い回しも多く、ロイドを「ちち」、ヨルを「はは」と呼び、帰宅した際には「きかんした」、肯定の返事をする際は「うぃ」、後述するようにヨルとメリンダが仲良くなり、自身が用済みになりかねない事態を「なかよしだいせんそう」という。字の読み書きすらおぼつかなかったが、定期試験では自力で赤点を回避する。期末テストでは隣人となったオーセン氏の助力もあって教科別では次席として星（）を手にする。が古語で力を出し尽くした結果、数学で赤点を取ってしまい、雷（）を獲得してしまう。担任のヘンダーソン曰く星（）と雷（）を同時獲得した生徒は初めて見たとのこと。
家族の秘密を能力を通して漠然と知り、家族生活を楽しむために知らないふりを通そうとしているものの、裏稼業に対する理解が甘いこともあり度々ボロを出しかける。また、彼女の些細な行動がトラブルの原因となることがある。一方で密かにロイドやヨルの裏稼業のフォローや手助けをすることもある。相手の心が読めるため心理戦が意味ないことから物怖じしない態度を取り、周囲を唖然とさせることがある。
好物はピーナッツで、スパイアニメ『SPY WARS』を毎週欠かさず視聴する。趣味はスパイごっこで、「ひみつそしき〈ぴーつー〉」を立ち上げ、ぬいぐるみを用いることもある。
“いばら姫”／ヨル・フォージャー（Yor Forger）／ヨル・ブライア（Yor Briar）〈旧姓〉
声 - 早見沙織
物語の核となる仮初めの『家族』を構成する、母親役を演じる女性。バーリント市役所の女性事務員で、裏の顔は凄腕の殺し屋。27歳。身内・年齢問わず、相手には基本的に敬語で話す。好きなものはリンゴ、嫌いなものは虫。
幼少期に両親を亡くしたため、暗殺組織「ガーデン」に所属し、殺し屋の「いばら姫」として働きながら弟のユーリを養っていた。ガーデンの店長（ボス）から指示を受け、お客さま（対象者）を接客（殺害）する。幼少期から培った殺人術に長け、致死量のフグ毒を盛られても平気なほど猛毒にも耐性がある。細身でありながら凄まじい剛力を持ち、走行中の車を蹴り飛ばすなど、純粋な戦闘力・身体能力ではロイドをも凌ぐ。
暗殺ではなく単身で真正面から乗り込むため、「接客」終了時には周囲のSPもろとも皆殺しにすることが多い。接客時は武器である針（スティレット）をクナイのように駆使して戦う。
普段は温厚かつ天然な性格で、突飛な妄想に陥ることがある上、嘘が下手など心理的な駆け引きは苦手。かなり酒癖が悪く、少量の酒で前後不覚に陥る。
本人は無自覚だが整った容姿の美人。人間関係の問題や怪しまれることを回避するために、妻役を探していたロイド（黄昏）と偽装結婚しアーニャの継母となる。黄昏の工作で戸籍上は1年前にロイドと入籍したことにしている。ロイドを夫と、アーニャを娘として受け入れたのは利害の一致からだが、ふたりに対して純粋に好意を抱いている。ただロイドに対しては照れが非常に大きく、ロイドに迫られた（ように感じた）時にはアクロバティックに回避したり、ロイドを突き飛ばしたりしてしまう。このような態度をされているため、ロイドはヨルの好意に気づいておらず、ただ偽装家族を演じることに忠実なだけだと思っている。
接客（殺害）の後始末に慣れているため掃除は得意だが、それ以外の家事は苦手。特に料理は壊滅的で、手料理を食べた者は悶絶する。そのため、フォージャー家の食事は基本的にロイドが担当している。後にカミラに料理特訓を請い、昔ユーリとよく食べていた母親の自慢料理と同じ味のシチューは作れるようになり、ロイドとアーニャからも好評を得た。
“プロジェクト〈アップル〉の被検体8号”／ボンド・フォージャー（Bond Forger）
声 - 松田健一郎
フォージャー家のペットである、未来予知能力を持つ雄犬。名前は『SPY WARS』の主人公・ボンドマン（声 - 中野泰佑）から取って、アーニャが命名した。
アーニャを背に乗せたまま走行できるほどの大型犬で、プロジェクト〈アップル〉によって生み出され、長い間実験動物として扱われていた。犬種は不定だが、作者はグレート・ピレニーズを参考に描いているという。
排外主義学生グループの爆破テロに使われそうになったところをフォージャー家と出会い、アーニャと共にテロ阻止に陰ながら尽力する。事件後は他の実験体の犬たち共々WISEに引き取られそうになるが、アーニャの懇願でフォージャー家の一員となる。
見えた未来の光景は絶対不変ではなく、行動によってある程度干渉できる。ただし、犬であるため、内容への理解は浅く、見たものを他人に伝えることもできない。アーニャだけは読心で同じ光景を見ることができるが、彼女の知識の範疇での解釈に留まる。

### イーデン校関係者

#### 教師
ヘンリー・ヘンダーソン（Henry Henderson）
声 - 山路和弘
66歳の男性教師。セシル寮の寮長（）。担当教科は歴史学。
エレガントであることを重視し、入試基準でもエレガントを求める。入試以来フォージャー家に一目置く。
生徒たちがバスジャックにあった際は率先して人質を代わるなど生徒思いであり、生徒からの信頼も厚い。
アーニャ入学後はクラス担任を務める。作中では他教科の教師が休み、その代理を務めることが多い。

ウォルター・エバンス
声 - 家中宏
59歳の男性教師。マルカム寮の寮長。担当教科は国語。
誠実な人柄で、アーニャからも「いい人」と言われる。
マードック・スワン
声 - 浦山迅
47歳の男性教師。担当教科は経済学。
イーデン校先代校長の一人息子。父親の威光を笠に着る悪漢で、性格の悪さから妻と娘に逃げられた。面接では嫌がらせのような質問で憂さ晴らしをする。
フォージャー家の面接でも無神経な質問でアーニャを泣かせ、ロイドとヨルを激怒させイーデン校入学をこちらから願い下げと言われ退席される。それに対し「我が校への侮辱」と吐き捨てたが、ヘンリーに「我が校を侮辱したのはどちらだ」として顔面を殴られるが、その後も教師を続けている。
ドナ・シュラーク
女性教師。風紀委員。
わずかな風紀違反でも雷（）を与える、通称・トニトおばさん。アーニャに2個目の雷（）を与えた。ラーデンという(恐らく)教師を従えており、彼からは「マダム」とよばれる。
グリーン
声 - 白熊寛嗣
生活指導教師。校外行事では警護も担当する。

#### 1年3組（セシル寮）
アーニャの所属クラス。担任はヘンダーソン。東国要人の子ども達が多く在籍する。
ダミアン・デズモンド（Damian Desmond）
声 - 藤原夏海
男子生徒。 国家統一党総裁ドノバン・デズモンドの次男。アーニャからの呼び名は「じなん」。
忠実な取り巻きであるエミールとユーインをいつも引き連れて歩くガキ大将。
入学した日に生意気なアーニャをいじめの標的にしようとするが、その日のうちに殴り飛ばされ泣かされる。
しかし、その後涙ながらに謝罪され本当は仲良くしたかったと告げられたことを、家庭内に居場所がなく歪みかけていた自分に初めて正面から向き合ってくれる女の子ができたと解釈し、強烈な恋心を抱くようになるが、プライドが許さず必死に否定し続けている。
入学当初こそ横柄な態度を取っていたが、元来の性格は父親に認めてもらえるよう研鑽を惜しまない努力家であり、後には公正で男気ある一面も見せている。
兄は特待生のデミトリアス（声 - 市川蒼）。マックスという名の犬を飼っている。
ベッキー・ブラックベル（Becky Blackwell）
声 - 加藤英美里
女子生徒。アーニャの友人。
気が強くワガママな性格のお嬢様だが、アーニャの面倒を見るなど根はいい子。当初はアーニャを扱き使おうと思っていたが、ダミアンと対立していた際に、アーニャがダミアンを殴った理由を「ダミアンがベッキーの足を踏んだから」と言ったのがきっかけで仲良くなる。アーニャもボンドを除き唯一、あだ名ではなく名前で呼ぶ人物である。
赤いサーカスによるバスジャックの際には、アーニャの作戦のアシストを行い、事件解決後にはバスジャック解決に貢献したとして、アーニャ、ダミアン、ビルと共に星（）を獲得した。
父親（声 - 左座翔丸）は大手軍事企業・ブラックベルのCEOで、デズモンド・グループともつながりがある。
ビーゼルという名の犬を飼っている。アーニャと一緒に買ったおそろいの羊のキーホルダー（れでぃ・しーぷ）がお気に入り。
恋愛ドラマ「バーリント・ラブ」にハマっており、恋愛に興味津々である。アーニャとダミアンの仲にもどかしさを感じたり、ロイドに一目惚れして積極的にアタックしたりする。ロイドをめぐってヨルをライバル視していたが、ヨルの強さと優しさに惚れて弟子入りした。
エミール・エルマン（Emile Elman）
声 - 佐藤はな
男子生徒。ダミアンの取り巻きで友人。
おかっぱ頭で丸顔、出っ歯なのが特徴的。将来の夢は決まってないがお菓子が好き。
ユーイン・エッジバーグ（Ewen Egeburg）
声 - 岡村明香
男子生徒。ダミアンの取り巻きで友人。
高く結い上げた髪と、面長の顔が特徴的。将来の夢は宇宙飛行士。
ジョージ・グルーマン（George Glooman）
声 - 堀江瞬
男子生徒。アーニャのクラスメート。
思い込みや自虐が多い。父親が経営するグルーマン製薬がデズモンド・グループに買収される。その際、家を失い退学させられると誤解し、逆恨みで東雲を雇ってデズモンド兄弟の試験結果の改竄を試みる。その後、自分の境遇を盾に好き勝手するが、実は友好的買収であったため大恥をかく。

#### その他の生徒
ビル・ワトキンス（Bill Watkins）
声 - 安元洋貴
1年4組（ウォルド寮）所属の男子生徒。6歳ながら体付きは大人そのもので、肝も据わっている。
人民軍司令部少佐の父を持ち、鍛えぬかれた身体と頭脳で園児の頃から数多くの球技でタイトルを総なめにした。魔弾のビルの異名を持つ。

#### 生徒の親族
ドノバン・デズモンド（Donovan Desmond）
声 - 土師孝也
国家統一党総裁で元首相で、ダミアンの父親。東西平和を脅かす危険人物。
東国の政財界に大きな影響力を持つ。用心深い性格で、めったに表舞台に姿を現さないが、息子が通うイーデン校の懇親会には出席する。
デズモンド・グループなる企業組織も運営している。
メリンダ・デズモンド
ドノバンの妻で、ダミアンの母親。愛国婦人会に所属しており、後にヨルも同会に参加するようになる。
ヨルとメリンダがデパートで偶然出会い、懇意になったことで、ロイドは「プランB・ナカヨシ作戦（アーニャとダミアン）」に対して「プランC・ママ友作戦（ヨルとメリンダ）」を考えるようになる。
マーサ・マリオット（Martha Marriott）
声 - 津田匠子
ブラックベル家に仕える使用人である年配の女性。
ベッキーの送迎などを担当する。身のこなしからロイドからは場数を踏んだ元・軍人であると推察されている。
イーデン校出身であり、ヘンダーソンは先輩にあたる。学生時代はバレエを習っていた。イーデン校を卒業後は戦争に従事し仲間を失いつつも生き延びて終戦を迎えた。

### バーリント市役所
ドミニク（Dominic）
声 - 梶川翔平
バーリント市役所の男性職員。カミラと付き合っている。人当たりがよく、ヨルにキツく当たる女性陣の嫌がらせのフォローに回ることが多い。ユーリとも面識がある。
カミラ（Camilla）
声 - 庄司宇芽香
女性職員。ヨルの後輩でドミニクの恋人。ヨルには敵対的で頻繁に嫌味を言うが、料理が得意で、ヨルの料理特訓に付き合う面倒見のいい一面もある。
ミリー・マイヤーズ（Millie）
声 - 石見舞菜香
女性職員。ヨルの後輩。軽い性格で、しばしばヨルに対して無神経なことを言い、シャロンに窘められている。西国との戦争で父を亡くしている。
シャロン（Sharon）
声 - 熊谷海麗
女性職員。ヨルの後輩。ヘビースモーカー。イーデン校を受験する息子がいる。裏では他の2人同様にヨルを見下していたが、徐々に打ち解けてきている。普段は冷静沈着にふるまう。
マシュー・マクマホン
声 - 堀内賢雄
第一局政策部で部長を務める男性。ヨルたちの上司。その正体は、“ガーデン”の一員。詳細は#“ガーデン”関係者を参照。
エイマン
声 - 虎島貴明
バーリント市役所・産業振興部。男性。
ビーデス
声 - 左座翔丸
バーリント市役所・産業振興部。男性。

### グレッチャー組
オルカ・グレッチャー
声 - 遠藤綾
グレッチャー組の元ボスの娘。
グレッチャー組（ファミリー）は東国裏社会の一大勢力であったが、内部抗争によって崩壊し、グレッチャー家で唯一生き残った。組を乗っ取った元部下のレオナルド・ハプーンがオルカの命も狙っていたため、生まれたばかりの息子グラム・グレッチャー（声 - 大井麻利衣）とともに第三国への亡命を図る。
組の先代のボスと交流のあったガーデンが亡命を手助けし、ヨルがオルカの護衛についた。なお、亡命の際にはシャティ・グレイという偽名を使っており、顔も整形している。
ゼブ
声 - 寺島惇太
グレッチャー組の組員。
オルカに好意を寄せており、オルカとともに第三国へ亡命する。亡命した際の偽名はファーシル・グレイで、アルハウス百貨店の店舗開発部を装う。

### その他の東国国民
フランキー・フランクリン（Franky Franklin）
声 - 吉野裕行
ロイドの友人である情報屋。表向きの顔はバーリントの小さなタバコ屋である。
WISEのメンバー以外でロイドが自らの正体を明かしている唯一の人物で、非合法な情報収集や書類の偽造でロイドをサポートし、彼の任務に直接参加することもある。また、怪しげな道具を作り出す発明家でもある。元脱走兵であり、“黄昏”とは戦地で敵として出会う。
独身で彼女を欲しがっているがどうしても交際に漕ぎ着けることができず、偽装とはいえ家族がいる“黄昏”を羨む。
“黄昏”とヨルのデートなどの際はアーニャの子守、家族旅行の際はボンドの世話を任されるなど、文句を言いつつもなんだかんだ面倒見は良く信頼されている。
髪型がアフロで、アーニャからは「もじゃもじゃ」とあだ名をつけられている。
ユーリ・ブライア（Yuri Briar）
声 - 小野賢章、熊谷海麗（幼少期）
ヨルの弟。国家保安局少尉。表の顔は外務省所属の外交官。20歳。アーニャからは「おじ」と呼ばれる。
唯一の肉親であるヨルの援助でエリートコースを進む。外務省に就職したが、1年ほど前に国家保安局へ異動。東国に潜む黄昏（ロイド）などを追う防諜の任務に就いている。
普段は真面目な好青年だが、極度のシスコンで、絶対視する姉のこととなると理性を失い、どんなに御粗末な言い訳も彼女の言うことならばと信じてしまう。また、ヨルと上司以外には横柄な態度を取ることが多い。姉と同じく酒癖が悪い。また、姉と同じくトラックにはねられても死なない程の強靭な体躯を持つ。
最愛の姉と知らぬ間に結婚していたロイドを警戒するが、フォージャー家の裏の顔は全く知らない。ロイドやアーニャを忌避しふたりを邪魔に思うものの、ロイドやアーニャの身に何かあったらヨルが悲しむという二律背反に悩んでいる。
自身も裏の顔をヨルにすら隠しているが、新米保安局員と熟練スパイの力量差が出てしまいロイドには初対面で看破されている。一方で、ロイドの腕の動きの違和感（戦闘の際に受けた銃創によるもの）は見逃さない観察力を持つ。
エドガー
声 - 斧アツシ
対西強硬派。宥和派の外務大臣を失脚させるため、カツラを着けている事実を暴露しようとするが、“黄昏”に妨害され、失敗する。
なんらかの諜報機関に所属しているが、詳細は不明。カレン（声 - 大井麻利衣）という娘がいる。
服屋の女主人
声 - 竹内恵美子
イーデン校の制服を扱う服屋の中年の女主人。未婚。政治活動中に逮捕された過去がある。
“黄昏”とヨルは彼女の店で出会う。
キース・ケプラー
声 - 高橋広樹
バーリントン大学の男子学生。排外主義学生グループのリーダー。
東西和平崩壊を目論み、爆破テロを引き起こしてブランツの殺害を図るが、フォージャー家やWISEの介入で失敗し、拘束される。
“東雲（）”
声 - 中村悠一
ジョージがデズモンド兄弟の試験結果改竄のために雇った自称スパイ。暗号名は凄腕スパイとしてその筋に知られている“黄昏”に対抗して自分で命名した。
しかし、実際は「自信過剰な目立ちたがり屋」というスパイにあるまじき性格。技能もお粗末で、改竄任務も一部始終を傍観していた黄昏が後で修正したため、失敗し解雇される。
ジェラルド・ゴーリー
バーリント総合病院の診療部部長。
精神科医としてのロイドの上司だが、嫉妬心が強く、ロイドに様々な嫌がらせを行う。挙句には「オレが目をつけていたフィオナちゃん」と話すロイドを見て、偽の書類を仕込み、保安局にスパイであると密告する。
ウィンストン・ウィーラー
西国情報局連絡課に所属する東国の潜入工作員。
西国の機密情報を流した張本人で、スパイ狩りもこの男が関与しているとされている。
オーセン夫妻
フォージャー家の隣に引っ越して来た老夫婦。夫のジームクントは戦後コヴェニア地方で神経学や文化人類学などを大学で教えていた高名な学者。定年退職により息子夫婦のいるバーリントに移り住んだ。アーニャの期末テスト対策として古語を教えている。

クロエ
SSSのユーリの部下で大学の先輩。

### 西国政府関係者
局長
声 - 大塚明夫
WISEの局長。物語の序盤で“黄昏”にオペレーション〈梟〉の任務を与える。
“鋼鉄の淑女（）”／シルヴィア・シャーウッド（Sylvia Sherwood）
声 - 甲斐田裕子
WISEの女性管理官（）で、“黄昏”の上司。表向きの身分は在東国西国大使館の外交官。
かつてアーニャと同年代の娘がいたらしく、彼女には甘い。戦争を激しく憎悪しており、「些細な情報一つにも人の命がかかっている」という信条から主観的な物言いを嫌う。
ブランツ
西国外務大臣。東国との融和政策に取り組む。
“夜帷（）”／フィオナ・フロスト（Fiona Frost）
声 - 佐倉綾音
WISEの女性諜報員。表向きの身分はバーリント総合病院の事務員。クールかつ従順な性格。
かつて“黄昏”から直接指導を受けていた後輩スパイで、彼の教えを忠実に守り一切の感情を表に出さず淡々と任務をこなす。
しかし、内心では“黄昏”に熱烈な恋心を抱いており、隙あらばヨルを追い出してフォージャー家の妻の座を奪おうと目論んでいる。
同僚
声- 後藤ヒロキ
老紳士風の容貌をしているWISE機関員。戦闘能力は高くないが黄昏の同僚として共に任務を遂行している。キース・ケプラーとはカーチェイス・銃撃戦を繰り広げた。

### “ガーデン”関係者
店長
声 - 諏訪部順一
“ガーデン”の長。
マシュー・マクマホン
声 - 堀内賢雄
市役所部長で“ガーデン”の一員。色黒である。ヨルの表裏両方での上司で彼女の任務をサポートする。自身も高い戦闘能力の持ち主。

### その他
〈大将〉、〈少佐〉、〈伍長〉
ロイド(〈参謀〉）の幼少時代の遊び仲間。いずれもあだ名であり、本名は不明。ロイドが発見した西国陸軍がかつて使用していた倉庫でロイドとともに「兵隊ごっこ」をして遊んでいた。ある日、東西の間で戦争が勃発し、ロイドとは離れ離れになり、西国軍に入隊する。数年後同じく西国軍に入隊していたロイドと再会するが、その直後3人は「ロベルツ攻略戦」に動員され、戦死した。

## 書誌情報

### 漫画
単行本の表紙でキャラクターが座っているのはただの瓦礫である10巻を除いて有名デザイナーによる実在の椅子である。
- 遠藤達哉 『SPY×FAMILY』 集英社〈ジャンプコミックス+〉、既刊15巻（2025年3月4日現在）
  1. 2019年7月4日発売[71]、ISBN 978-4-08-882011-8
  2. 2019年10月4日発売[72]、ISBN 978-4-08-882120-7
  3. 2020年1月4日発売[73]、ISBN 978-4-08-882183-2
  4. 2020年5月13日発売[74]、ISBN 978-4-08-882229-7
  5. 2020年9月4日発売[75]、ISBN 978-4-08-882463-5
  6. 2020年12月28日発売[76]、ISBN 978-4-08-882545-8
  7. 2021年6月4日発売[77]、ISBN 978-4-08-882669-1
  8. 2021年11月4日発売[78]、ISBN 978-4-08-882843-5
    - 『遠藤達哉描き下ろし特製ラバーストラップ（4種）付き同梱版』 同日発売[79]、ISBN 978-4-08-908415-1

  9. 2022年4月4日発売[80]、ISBN 978-4-08-908415-1
  10. 2022年10月4日発売[81]、ISBN 978-4-08-883127-5
  11. 2023年4月4日発売[82]、ISBN 978-4-08-883313-2
  12. 2023年10月4日発売[83]、ISBN 978-4-08-883675-1
  13. 2024年3月4日発売[84]、ISBN 978-4-08-883839-7
    - 『遠藤達哉描き下ろし着せ替えシール＆アクリルスタンドセット付き同梱版』 同日発売[85]、ISBN 978-4-08-908457-1

  14. 2024年9月4日発売[86]、ISBN 978-4-08-884154-0
  15. 2025年3月4日発売[87]、ISBN 978-4-08-884337-7
- 遠藤達哉『SPY×FAMILY 1〜3巻セット』、2022年3月3日発売[88]、ISBN 978-4-08-883029-2

### 小説
- 遠藤達哉（原作）、矢島綾（小説） 『SPY×FAMILY 家族の肖像』 集英社〈JUMP jBOOKS〉、2021年7月2日発売[89]、ISBN 978-4-08-703512-4
- 遠藤達哉（原作）、ワダヒトミ（小説）　『SPY×FAMILY まんがノベライズ』集英社〈集英社みらい文庫〉、既刊3巻（2023年12月3日現在）
  1. 「かりそめの家族」2023年5月26日発売[90]、ISBN 978-4-08-321785-2
  2. 「入学! 名門校イーデン」2023年8月4日発売[91]、ISBN 978-4-08-321805-7
  3. 「ふしぎな犬と爆弾事件」2023年11月24日発売[92]、ISBN 978-4-08-321818-7

### ファンブック
- 遠藤達哉 『SPY×FAMILY 公式ファンブック EYES ONLY』 集英社〈ジャンプコミックス〉、2022年5月2日発売[93]、ISBN 978-4-08-883118-3

## 前身『I SPY』
遠藤達哉による日本の読切漫画作品。『SPY×FAMILY』のプロトタイプ。スパイの男性と女子高生を描いたラブコメディ。『ジャンプSQ.』（集英社）2018年3月号掲載。
「顔のない幽霊（ファントム）」と称される防衛省お抱えの男性スパイ・A4は、様々な顔を使い分けて日本を守るための諜報活動をしていた。しかし、常人離れした女子高生・甲斐まみるはA4に好意を寄せ、A4は彼女を敵と勘違いする。

## アニメ
2022年にテレビアニメSeason 1が分割2クールで放送された。2023年10月よりテレビアニメSeason 2が放送され、同年12月には劇場アニメ『劇場版 SPY×FAMILY CODE: White』が公開された。2025年10月からはテレビアニメSeason 3の放送が予定されている。

## ミュージカル
2022年4月30日、ミュージカル化が発表。9月30日に主要キャストが発表された。アーニャ役は子役オーディションを経て、12月14日放送の「2022 FNS歌謡祭」にて発表された。2023年3月に東京都の帝国劇場で公演が行われ、以降は兵庫県、福岡県でも公演が行われた。
2024年10月に再演が発表された。2025年9月にウェスタ川越でプレビュー公演を実施し、10月から日生劇場などで公演予定。2023年の公演から一部のキャストを変更し、アーニャ役のオーディションも実施されて、2025年6月13日に泉谷星奈、月野未羚、西山瑞桜、村方乃々佳が務めることが発表された。

### キャスト（ミュージカル）
| 役名                     | 2023年公演                             | 2025年公演                               |
| ------------------------ | -------------------------------------- | ---------------------------------------- |
| ロイド・フォージャー     | 森崎ウィン                             | 森崎ウィン                               |
| ロイド・フォージャー     | 鈴木拡樹                               | 平方元基                                 |
| ヨル・フォージャー       | 唯月ふうか                             | 唯月ふうか                               |
| ヨル・フォージャー       | 佐々木美玲（日向坂46）                 | 和希そら                                 |
| アーニャ・フォージャー   | 池村碧彩、井澤美遥、福地美晴、増田梨沙 | 泉谷星奈、月野未羚、西山瑞桜、村方乃々佳 |
| ユーリ・ブライア         | 瀧澤翼（円神）                         | 瀧澤翼（円神）                           |
| ユーリ・ブライア         | 岡宮来夢                               | 吉高志音                                 |
| フィオナ・フロスト       | 山口乃々華                             | 山口乃々華                               |
| フランキー・フランクリン | 木内健人                               | 鈴木勝吾                                 |
| ヘンリー・ヘンダーソン   | 鈴木壮麻                               | 鈴木壮麻                                 |
| シルヴィア・シャーウッド | 朝夏まなと                             | 朝夏まなと                               |
| ドミニク                 | 楢木和也                               | 加賀谷真聡                               |

### スタッフ（ミュージカル）
- 原作 - 遠藤達哉[101][102]
- 作曲・編曲・音楽監督 - かみむら周平[101][102]
- 脚本・作詞・演出 - G2[101][102]
- 製作 - 東宝

### 上演日程
2023年公演
- 2023年3月8日 - 29日：帝国劇場（東京都）
- 2023年4月11日 - 16日：兵庫県立芸術文化センター KOBELCO 大ホール（兵庫県）
- 2023年5月3日 - 21日：博多座（福岡県）

2025年公演
- 2025年9月20日 - 28日：ウェスタ川越 大ホール（埼玉県）
- 2025年10月7日 - 28日：日生劇場（東京都）
- 2025年11月5日 - 10日：梅田芸術劇場 メインホール（大阪府）
- 2025年11月17日 - 30日：博多座（福岡県）
- 2025年12月12日 - 14日：やまぎん県民ホール（山形県）
- 2025年12月20日 - 21日：静岡市清水文化会館（静岡県）
- 2025年12月26日 - 30日：御園座（愛知県）

## ゲーム
『SPY×FAMILY OPERATION DIARY』（スパイファミリー オペレーションダイアリー）が、バンダイナムコエンターテインメントより発売。Nintendo Switch版は2023年12月21日に、PlayStation 5／PlayStation 4版（PS4版はダウンロード専売）は2024年6月27日にそれぞれ発売された。

## イベント
『マンガダイブ』（主催・企画・制作：集英社XR）
プロジェクションマッピングとLED、数多くのデジタル技術をフル活用した企画展。
- 「マンガダイブ2023夏 SHINJUKU」（本作：2023年8月14日 - 23日、LUMINE 0）
  - 『チェンソーマン』『ダンダダン』と同時上映で、イベント自体は7月に前期日程も催されたが、本作は後期日程にのみ参加。

- 「マンガダイブ2024 NIHONBASHI」（本作：2024年2月21日 - 3月24日、室町三井ホール&カンファレンス）
  - 『キングダム』『【推しの子】』がそれぞれ別日程で催され、本作も独自日程で『『SPY×FAMILY』THE WORLD OF DOUBLE LIVES』の名称で開催。「2023夏 SHINJUKU」の内容とは異なる。